# Алжирский жестовый язык
Алжирский жестовый язык (Algerian Sign Language; фр. Langue des signes algérienne, араб. لغة الإشارة الجزائر‎, тамазигхт: ⵜⴰⵎⵙⵍⴰⵢⵜ ⵜⴰⴷⵓⴳⴰⵎⵜ ⵏ ⵍⴻⵣⵣⴰⵢⴻⵔ Tamslayt Tadugamt n Lezzayer) — жестовый язык, который распространён среди глухих Алжира. Язык был официально признан законом Алжира о защите и содействию инвалидам 8 мая 2002 года.
О диалектах ничего не известно. На язык оказало влияние общество глухих из города Уджда на севере Марокко.